# Мамаканська ГЕС
Мамаканська ГЕС — гідроелектростанція у Іркутській області Росії. Використовує ресурс із річки Мамакан, лівої притоки Вітіму, який, своєю чергою, є правою притокою Лени (басейн моря Лаптєвих).
У межах проєкту річку всього за 1 км від устя перекрили бетонною гравітаційною греблею висотою 57 метрів та довжиною 347 метрів. Вона утримує витягнуте по долині Мамакану на 30 км водосховище з площею поверхні 10,8 км2 та об'ємом 197 млн м3 (корисний об'єм 100 млн м3).
Пригреблевий машинний зал обладнали чотирма турбінами типу Каплан потужністю по 21,5 МВт, які використовують напір у 45 метрів та забезпечують виробництво 253 млн кВт·год електроенергії на рік.
Видача продукції відбувається по ЛЕП, розрахованій на роботу під напругою 110 кВ.
Через малий розмір водосховища станція протягом року працює з вельми нерівномірним навантаженням. Задля усунення цієї проблеми вище по течії у 1985-му почали зводити Тельмамську ГЕС, проте в 1993-му через брак коштів проєкт призупинили.